# الضباعي (حبيش)

تعديل مصدري - تعديل

الضباعي محلة تابعة لقرية بيت النمنم، التابعة لعزلة بني الضاحتين بمديرية حبيش إحدى مديريات محافظة إب في الجمهورية اليمنية، بلغ تعداد سكانها 124 حسب تعداد اليمن لعام 2004.